# Pearl District
Pearl District est un quartier de la ville de Portland, en Oregon, aux États-Unis.
Anciennement occupée par des entrepôts, des gares de triage de chemin de fer et des usines, la zone a subi un important renouvellement urbain depuis le milieu des années 1980. Le quartier est maintenant connu pour ses galeries d'art, ses entreprises et ses résidences.